# Ignazio Costa della Torre
Ignazio Costa della Torre (Asti, 4 febbraio 1789 – Torino, 26 febbraio 1872) è stato un politico e magistrato italiano.

## Biografia
Di famiglia vercellese ma di antica origine biellese, era nipote di Giacinto della Torre, arcivescovo di Torino. Si laureò in giurisprudenza all'Università di Torino il 27 gennaio 1812. Fu fatto cavaliere dell'Ordine dei Santi Maurizio e Lazzaro e insignito del titolo comitale, trasmissibile ai suoi discendenti.
Nel 1828 fu nominato senatore del Piemonte e successivamente consigliere di Cassazione.
Nel 1852 scrisse il trattato Della giurisdizione della Chiesa cattolica nel contratto di matrimonio negli Stati cattolici, in cui difendeva le prerogative della Chiesa in faccia alla legislazione liberale che aveva introdotto il matrimonio civile. Per quest'opera fu accusato di «offesa alla sacra persona del Re», di un «voto per la distruzione del regime monarchico-costituzionale» e di «sfregio ad una legge dello stato». Riconosciuto colpevole e sequestrato il libro, il 12 agosto 1852 fu condannato a 2000 lire di multa, a due mesi di reclusione e alla privazione del suo ufficio di consigliere di Cassazione.
Fu deputato per il collegio di Varazze e fu anche candidato per il collegio di Torino, in opposizione al conte Camillo Benso di Cavour.
Il pensiero del conte Costa della Torre è enunciato chiaramente in un discorso alla Camera del 27 gennaio 1857:
(Ignazio Costa della Torre, Discorso alla Camera, 27 gennaio 1857)

## Opere
- Della giurisdizione della Chiesa cattolica nel contratto di matrimonio negli Stati cattolici, Torino, 1852
- Gli Stati pontifici e gli Stati sardi, Torino, 1859
- Pio VII e Pio IX: Reminiscenze e conforti, Milano, 1860